# Jerzy Łebkowski
Jerzy Łebkowski (ur. 16 stycznia 1922 w Warszawie, zm. 3 listopada 1993 w Białymstoku) – polski lekarz, specjalista w zakresie neurochirurgii i neurologii, profesor nauk medycznych, rektor Akademii Medycznej w Białymstoku – AMB (1981-1987).

## Wojna i studia
Uczył się w III Miejskim Gimnazjum w Warszawie, maturę zdał w 1941 na tajnych kompletach. We wrześniu 1942 podjął studia medyczne w tzw. „Szkole Sanitarnej doc. Zaorskiego” (będącej zakonspirowanym Wydziałem Lekarskim Uniwersytetu Warszawskiego), mimo że ojciec wolał aby wybrał architekturę ze względu na zdolności rysunkowe.
Odbywał praktykę w Klinice Neurochirurgii Szpitala Dzieciątka Jezus, w Szpitalu Wolskim, w szpitalu przy ul. Chocimskiej, był studentem tajnych kompletów Wydziału Lekarskiego Uniwersytetu Poznańskiego w Warszawie.
W 1939 po wybuchu wojny jako ochotnik bronił stolicy, a w 1944 brał udział w Powstaniu Warszawskim. W punkcie sanitarnym przy Alejach Jerozolimskich udzielał pomocy rannym i przekazywał ich do szpitala polowego.
W 1945 został przyjęty na Wydział Lekarski Uniwersytetu Warszawskiego. Podczas studiów od 1946 pracował w Klinice Neurochirurgii jako wolontariusz pod kierunkiem prof. J. Choróbskiego. 30 grudnia 1950 otrzymał dyplom lekarski Akademii Medycznej w Warszawie.

## Po dyplomie
W styczniu 1951 został powołany do służby wojskowej, którą pełnił na stanowisku starszego asystenta Oddziału Neurochirurgii Wojskowej Akademii Medycznej oraz w Klinice Neurochirurgii Akademii Medycznej w Łodzi.
W 1954 ze względów zdrowotnych został zwolniony z wojska, leczył się w sanatorium. 1 września 1955 podjął pracę w Klinice Neurochirurgii Akademii Medycznej w Poznaniu.
W 1957 zdobył specjalizację z neurochirurgii. Doktorat obronił w 1961 na podstawie dysertacji Leczenie tętników śródczaszkowych za pomocą podwiązania tętnicy szyjnej wewnętrznej.

## Akademia Medyczna w Białymstoku
Niemal bezpośrednio po obronie pracy doktorskiej, w 1961, został przeniesiony z Poznania do Kliniki Chorób Nerwowych Akademii Medycznej w Białymstoku. Jesienią 1963 odbył staż naukowy w ośrodku neurologicznym prof. Guiota w Paryżu. W grudniu, w nowo wybudowanym Państwowym Szpitalu Klinicznym (PSK) zorganizował od dawna planowany Oddział Neurochirurgii, którego został kierownikiem.
Obok działalności na uczelni, w 1965 znalazł się w gronie współzałożycieli białostockiej Spółdzielni Lekarskiej „Eskulap”.
Na podstawie rozprawy Znaczenie przesuwania się pnia mózgowego w patogenezie wstrząsu mózgu, w 1966 otrzymał tytuł naukowy doktora habilitowanego nauk medycznych w zakresie neurochirurgii. Wkrótce też uzyskał specjalizację drugiego stopnia z neurologii.
Po śmierci szefa Kliniki Chorób Nerwowych prof. Z. Kanigowskiego, pełnił nadzór naukowy nad tą kliniką jako docent etatowy (1968-1971).
W 1970 został kierownikiem utworzonej na bazie Oddziału Neurochirurgii PSK Kliniki Neurochirurgii AMB oraz dyrektorem nowo powołanego Instytutu Chorób Nerwowych i Narządów Zmysłów AMB do czasu jego rozwiązania w 1985.
Profesorem nadzwyczajnym mianowano go w 1973, a zwyczajnym w 1984. Kliniką kierował do 30 września 1992, gdy przeszedł na emeryturę.

## Praca naukowa
Według jego i dr. Lewki projektu skonstruowany został aparat do operacji stereotaktycznych, wykonany w Fabryce Maszyn Rolniczych w Czarnej Białostockiej. Z jego zastosowaniem, jako jeden z pierwszych ośrodków w Polsce, wykonywano zabiegi z zakresu neurochirurgii funkcjonalnej: cingulotomię i talamotomię, lecząc chorych z parkinsonizmem, bólami nowotworowymi i ruchami mimowolnymi.
We współpracy z białostockim Centralnym Ośrodkiem Techniki Medycznej (COTM) uczestniczył w projektowaniu aparatury badawczej zasilającej wyposażenie kliniki. Opracowana została m.in. aparatura monitorująca, rejestrująca i analizująca sygnały bioelektryczne u chorych neurochirurgicznie.
Pod jego nadzorem, w Klinice pracowano nad wieloma różnorodnymi problemami neurochirurgicznymi. Prowadzono badania nad leczeniem radem glejaków mózgu, nad zastosowaniem gammaencefalografii i elektromiografii w diagnostyce schorzeń ośrodkowego i obwodowego układu nerwowego.
Jako jeden z pierwszych zastosował glicerol 20% w leczeniu obrzęku mózgu. Wykazał zasadność odbarczająco-ustalającego leczenia operacyjnego złamań kręgosłupa. Innym problemem badawczym były obrażenia ośrodkowego układu nerwowego (oun). Absorbowały go problemy chirurgicznego leczenia wad wrodzonych oun. Zajmował się neuroonkologią, kriochirurgicznym leczeniem nowotworów oun.

## Osiągnięcia
Jego dorobek naukowy to ponad 150 publikacji w pismach krajowych i zagranicznych, prace wygłaszane na konferencjach i zjazdach.
Pod jego kierownictwem osiemnastu lekarzy ukończyło przewody doktorskie a czterech habilitacyjne.
Opracował dwa rozdziały do podręczników:
- Choroby zapalne i pasożytnicze układu nerwowego w „Neurochirurgii” pod red. J. Bidzińskiego, PZWL(1981 i 1986);
- Zasady neurochirurgii w II tomie „Chirurgii klinicznej i operacyjnej” pod red. M. Śliwińskiego i W. Rudowskiego, PZWL (1983).

Był członkiem komitetu redakcyjnego „Neurologii i Neurochirurgii Polskiej”.

## Towarzystwa naukowe i inne organizacje
- Konsultant wojewódzki ds. neurochirurgii (1965-1982);
- Zespół Specjalistów Regionalnych przy AMB – przewodniczący (1973);
- Organizator ogólnopolskich konferencji i sympozjów neurochirurgów;
- Polskie Towarzystwo Neurologiczne – członek Zarządu Głównego (1976-1983);
- Polskie Towarzystwo Neurochirurgów – przewodniczący Zarządu Głównego (1976-1983);
- Polskie Towarzystwo Neurologiczne – wiceprzewodniczący i przewodniczący Oddziału Białostockiego;
- Europejska Federacja Towarzystw Neurochirurgicznych – wiceprezydent (1983-1987);
- Centralny Ośrodek Techniki Medycznej (COTM) – członek Rady Naukowej;
- Rada Naukowa przy Ministrze Zdrowia i Opieki Społecznej;
- Światowa Federacja Towarzystw Neurochirurgicznych;
- Rada Główna Nauki, Szkolnictwa Wyższego i Techniki;
- Komitet Nauk Neurologicznych Polskiej Akademii Nauk;
- Komisja Terapii Doświadczalnej Polskiej Akademii Nauk;
- Związek Zawodowy Pracowników AMB;
- NSZZ „Solidarność” AMB (1981-1982);
- Krajowy Nadzór Specjalistyczny;
- Polski Czerwony Krzyż[2].

## Działania organizacyjne
W latach 1973–1975, pełnił funkcję prorektora ds. szkolenia dyplomowego.
28 maja 1981 po raz pierwszy według stricte demokratycznych zasad, na wniosek prof. M. Byrdy, Kolegium Elektorów AMB na stanowisko rektora wybrało prof. Jerzego Łebkowskiego, osobę bezpartyjną, praktykującego katolika, członka NSZZ „Solidarność”, wybitnego neurochirurga, humanistę.
Jego kadencja zbiegła się z krytycznym okresem historii Polski pod względem politycznym i społecznym. Ocieplił relacje uczelni z Kościołem Katolickim. Popierał postulaty dążenia do przejrzystości działań podejmowanych przez ówczesne władze polityczne kraju. Od władz żądał „niezwłocznego uchwalenia przez Sejm nowej ustawy o szkolnictwie wyższym według projektu opracowanego przez społeczną Komisję Kodyfikacyjną bez jakichkolwiek poprawek”.
Kiedy został wprowadzony stan wojenny, wspólnie z doc. E. Trembaczowskim polecił archiwistce uczelni odpowiednio zabezpieczyć w archiwum akta z okresu Karnawału Solidarności, by nie dostały się w ręce aparatu bezpieczeństwa. Zmagał się z problemami negatywnej weryfikacji pracowników i studentów oraz naciskiem władz wojskowych na podejmowanie decyzji przez cywilne władze AMB. Na początku stanu wojennego, dzięki jego postawie, żaden student nie został wyrzucony z uczelni.
Podczas sprawowania przez niego funkcji rektora przez dwie kadencje (1981-1987), powołano kilkanaście nowych jednostek naukowych, jak Zakład Onkologii (1982), Zakład Medycyny Nuklearnej (1984), Zakład Farmakodynamiki (1984), Klinika Chirurgii Naczyń i Transplantacji (1987) i inne. W 1986 uruchomiono kierunek studiów farmacja apteczna na Wydziale Farmaceutycznym.
Spośród szeregu inwestycji, należy wymienić położenie kamienia węgielnego pod budowę Dziecięcego Szpitala Klinicznego podczas inauguracji roku akademickiego 1 października 1981 i kontynuowanie tego zadania mimo problemów materiałowych w kraju. Z końcem 1982 oddano do użytku budynek Zakładu Medycyny Sądowej i Zakładu Anatomii Patologicznej (Collegium Pathologicum). Pomieszczenia zwolnione przez te zakłady w budynku Collegium Primum zaadaptowano na potrzeby Wydziału Farmaceutycznego. Kontynuowano remont Pałacu Branickich.

## Odznaczenia i nagrody
- Odznaka „Za wzorową pracę w służbie zdrowia” (1956);
- Złoty Krzyż Zasługi (1970);
- Odznaka tytułu honorowego „Zasłużony Nauczyciel Polskiej Rzeczypospolitej Ludowej”;
- Nagroda zespołowa I stopnia Naczelnej Organizacji Technicznej za wybitne osiągnięcia w dziedzinie techniki i unowocześnienia aparatury; wykonanie cingulotomu (1971);
- Nagroda zespołowa I Stopnia Ministra Zdrowia i Opieki Społecznej – za szczególnie ważne i twórcze osiągnięcia w zakresie kompleksowego opracowania systemu nadzoru czynności bioelektrycznej mózgu (1973);
- Wpis do „Księgi Czynów i Osiągnięć Nauki Polskiej – Nauka Ojczyźnie” – za powyższe osiągnięcie (1973);
- Krzyż Kawalerski Orderu Odrodzenia Polski (1973);
- Nagroda indywidualna I Stopnia Ministra Zdrowia i Opieki Społecznej – za szczególnie osiągnięcia w pracy na rzecz ochrony zdrowia i opieki społecznej (1974);
- Złota Odznaka honorowa „Zasłużony Białostocczyźnie” (1980);
- Medal Komisji Edukacji Narodowej (1983);
- Krzyż Oficerski Orderu Odrodzenia Polski (1984);
- Medal „Za zasługi dla AMB (1987)[2].

## Artysta i humanista
Pod wpływem artystycznego klimatu panującego w domu rodzinnym, rozwinął zdolności rysunkowe. Jego twórczość malarską podzielić można na trzy główne tematy: pejzaże, kwiaty oraz portrety dzieci i dorosłego człowieka.
Na VII Kongresie Neurochirurgów w Brukseli w 1983, z jego inicjatywy prezentowane były po raz pierwszy prace neurochirurgów-malarzy. Znalazło się tam jego 10 obrazów z serii „Ecce homo”.
Malarskie dokonania prezentował na licznych zjazdach krajowych. Prace wystawiane również były kilkakrotnie w Ministerstwie Zdrowia. Wybrana kolekcja obrazów profesora uświetniła jubileusz 40-lecia AMB.
Swój szacunek do wartości humanistycznych wyrażał w swoich pamiętnych przemówieniach okolicznościowych, np. tych rektorskich inaugurujących kolejne lata akademickie, gdzie oprócz podsumowań i planów związanych z życiem uczelni, zapadały w pamięć jego przesłania skierowane do społeczności akademickiej. Przepojone one były patriotyzmem, troską o wspólną ojczyznę i rozwój uczelni.
W 1987 wydał esej „Ecce homo…”, dzieląc się refleksjami na temat złożoności losów człowieka zatopionego we wszechświecie.

## Rodzina
Pochodził z rodziny inteligenckiej. Matka – Ludwika z Mossakowskich. Ojciec Jan, doktor inżynier ogrodnictwa, specjalista kwiaciarstwa, dyrektor Zakładu Zieleni Miejskiej w Warszawie i wykładowca w Szkole Głównej Gospodarstwa Wiejskiego. Pieczętowali się herbem „Dąbrowa”. Jerzy miał starszego brata Henryka, inżyniera budownictwa. 26 września 1951 Jerzy ożenił się z Jadwigą Błońską, pielęgniarką pracującą na oddziale Neurochirurgii Szpitala Praskiego. Mieli dwóch synów Marka (ur. 1952) i Wojciecha (ur. 1955).
Dzień roboczy rozpoczynał od uczestnictwa w porannej mszy świętej w kościele katedralnym. Pracownicy uczelni zdążający rano do pracy niejednokrotnie widzieli małżeństwo Łebkowskich schodzących po stopniach kościoła farnego po zakończonej porannej mszy. – Codziennie otwieram ludziom głowy, to oddaję Panu Bogu swoje ręce – mawiał.
Zmarł 3 listopada 1993. Spoczywa na Cmentarzu Farnym w Białymstoku.